# 写楽 (雑誌)
『写楽』（しゃがく）は、小学館から発売されていた写真を中心にした日本の月刊誌。1980年（昭和55年）に創刊され、1985年（昭和60年）に休刊。

## 概要
1980年（昭和55年）4月25日発売の6月号から1985年（昭和60年）12月23日発売の1986年（昭和61年）2月号まで、5年半余りの期間で通巻69号を刊行した。判型はA4判。総ページ数は毎号およそ170 - 210ページ程。コンセプトは、「音を楽しむように写真を楽しむ」。誌名（造語）の由来にもなった。休刊の理由は、最終刊末で編集長が「諸般の事情」と記している。
女優など、主に女性を表紙・巻頭グラビアに据え、有名写真家によるヌードや話題性の高いモデルを登用し人気を呼んだ。初期にはポスターを挿み込みの付録とした。
篠山紀信の『激写』シリーズが10万部ずつ売れ、特に1978年（昭和53年）に写真集『大激写 135人の女ともだち』がベストセラーになったことを契機として企画され、篠山をメインにした写真雑誌として創刊された。創刊号の表紙は篠山撮影の森下愛子。
紙面は、『アサヒカメラ』や『コマーシャル・フォト』といった当時の既存のカメラ雑誌や写真雑誌、及びそれらの専門誌とは差別化を図り、マニアックさは目立たず、いわゆる写真週刊誌的なビジュアルスキャンダル性とゴシップ記事が主で、趣味性・娯楽性の高い読み物としての記事の割合が多くを占めた。大半がカラーページで、特に後期のものはほぼ全体がカラーページ化された。既存のカメラ・写真雑誌が毎月20日発売なのに対して、写楽は25日発売として違いをつけていた。

## スタッフ
編集長は清水掬甫（1980年 - 1982年）、関根進（1982年 - ?）、中村滋（? - 1985年）。「写楽」のロゴマークをデザインしたのは和田誠。アート・ディレクションは長友啓典。

## 装丁
創刊からの清水編集長時代には「写楽」のロゴマークを除けば、価格と号数の小さな英数字表記のみで、表紙に（記事見出し等の）文字は一切用いず篠山紀信、沢渡朔といった一流写真家の「写真に物を言わせる」と言わんばかりの方針を徹底した。背表紙は、1年を通じて特定のテーマを持ったデザインとなっていた。例えば、1981年（昭和56年）の背表紙は、パルテノン神殿の写真を12分割したものであった。

## 執筆陣
写真コラムの執筆陣には北山耕平、浅香良太といった名も見え、取り上げる題材も当時の自販機本『Jam』、伝説的サブカルチャー誌『HEAVEN』等を発行した高杉弾であったりと、誌面作りにあたって型にはまらぬ意外性があった点なども指摘出来る。

## 『日本国憲法』
1982年（昭和57年）に小学館から出版された単行本『日本国憲法』は、憲法を扱った書籍が年間7位というベストセラーになったことから、出版界では「事件」として扱われた。企画したのは『写楽』編集デスクの島本脩二であり、憲法の条文と写真の組み合わせで見せるという『写楽』と同様のコンセプトであった。

## 『写楽祭』
1980年（昭和55年）に創刊イベントとして「写楽祭」が開催された。その後半はライブコンサート形式で、桑原茂一が演出し、YMOとコラボレートしていた時期のスネークマンショーそのままのスタイルで進行した。